# Comuna Usove, Ovruci
Usove (în ucraineană Усівська сільська рада) este o comună în raionul Ovruci, regiunea Jîtomîr, Ucraina, formată din satele Cervonka, Kovanka, Nova Rudnea, Perebrodî și Usove (reședința).

## Demografie
Componența lingvistică a comunei Usove
     Ucraineană (99,06%)
     Alte limbi (0,76%)
Conform recensământului din 2001, majoritatea populației comunei Usove era vorbitoare de ucraineană (99,06%), existând în minoritate și vorbitori de alte limbi.